# Gardner (Massachusetts)
Gardner is een plaats (city) in de Amerikaanse staat Massachusetts, en valt bestuurlijk gezien onder Worcester County.

## Demografie
Bij de volkstelling in 2000 werd het aantal inwoners vastgesteld op 20.770.
In 2006 is het aantal inwoners door het United States Census Bureau geschat op 20.805, een stijging van 35 (0.2%).

## Geografie
Volgens het United States Census Bureau beslaat de plaats een oppervlakte van
59,6 km², waarvan 57,5 km² land en 2,1 km² water. Gardner ligt op ongeveer 303 m boven zeeniveau.

## Plaatsen in de nabije omgeving
De onderstaande figuur toont nabijgelegen plaatsen in een straal van 20 km rond Gardner.